# Pat Ferguson
Pat Ferguson (ur. 2 września 1917 roku, zm. 15 marca 2004 roku) – brytyjski kierowca wyścigowy.

## Kariera
W wyścigach samochodowych Ferguson poświęcił się głównie startom zaliczanym do klasyfikacji Mistrzostw Świata Samochodów Sportowych. W 1963 odniósł zwycięstwo w klasie GT 1.3 24-godzinnego wyścigu Le Mans, a w klasyfikacji generalnej był dziesiąty.